# X-Seed 4000

Высота: 4000 метров, этажность: 800, место: Токио, Япония

X-Seed 4000 — один из гипотетических проектов самого высокого здания мира.
Его высота должна составлять 4000 метров над землей, а количество этажей — 800. Благодаря основанию шириной от 5 до 6 км конструкция сможет размещаться прямо над морем. X-Seed 4000 должен вмещать от 700 000 до 1 000 000 жителей.
Проект разрабатывался в 1995 году для столицы Японии строительной компанией «Тасаи Корпорейшн» как здание будущего, где будут совмещены ультрасовременная жизнь и взаимодействие с природой. В отличие от обычных небоскребов, X-Seed 4000 будет защищать своих обитателей от перепадов давления и смены погодных условий по всей высоте здания. Его конструкция предусматривает использование солнечной энергии для энергообеспечения всей системы поддержания микроклимата в здании.
Одной из основных проблем гипотезы проекта является его расположение в районе «Тихоокеанского огненного кольца» — зоны сильнейшей в мире вулканической активности, так что угроза землетрясений и цунами для здания весьма велика.
Лифты рассчитаны на 200 пассажиров и доставляют на верхний этаж за 30 минут. Помимо тысяч квартир и офисов в X-Seed 4000 будут и развлекательные центры, парки, и леса.
Предполагаемая стоимость постройки X-Seed 4000 — 600—900 миллиардов долларов в ценах 2006 года (585 миллиардов — 1,05 триллиона долларов на 2014 год).
План X-Seed 4000 рассчитан на 8 лет строительства.
По мнению Джорджа Байндера (George Binder), управляющего директора компании, компилирующей данные о зданиях по всему миру, X-Seed 4000 «никогда не подразумевалось [реально] строить...  Целью планирования было достижение некоторой узнаваемости фирмы, и это было достигнуто».
Проект X-Seed 4000 попадает под определение аркологии.
В 1966—1967 годах главный конструктор Останкинской телебашни Н. В. Никитин совместно с В. И. Травушем по заказу японской компании (владелец Мицусиба) разработал проект стальной сетчатой башни-оболочки высотой 4 километра (4000 метров), ставшей вдохновением для X-Seed 4000. 
Проект был закрыт на неопределённый срок.